# Čejkovice (Podhradí)
Čejkovice (německy Cejkowitz) je vesnice, část městyse Podhradí v okrese Jičín. Nachází se asi 2,5 km na východ od Podhradí. V roce 2014 zde bylo evidováno 59 adres. V roce 2001 zde trvale žilo 113 obyvatel.
Čejkovice leží v katastrálním území Čejkovice u Jičína o rozloze 1,42 km2.
Západem obce prochází silnice I/32, která plní roli jejího obchvatu. V minulosti vedla hlavní silnice do Jičína přímo přes centrum obce.